# Battaglia di Vouillé
La battaglia di Vouillé fu combattuta nella primavera del 507, quando l'esercito dei Franchi attraversò la Loira in direzione di Poitiers sotto il comando del re Clodoveo e del figlio maggiore Teodorico per affrontare i Visigoti di Alarico II. I Visigoti marciarono verso nord per impedirgli di avanzare nell'attesa dell'aiuto, che non arrivò, degli Ostrogoti; il loro re, Teodorico il Grande, era suocero del re visigoto Alarico II.
Lo scontro avvenne nella piana di Vouillé, nei pressi di Poitiers, e si sviluppò in un corpo a corpo che durò sino a che il re visigoto Alarico fu ucciso, sembra da Clodoveo in persona. La morte del re portò l'esercito visigoto a uno sbandamento che lo condusse a una dura sconfitta, conclusasi col massacro dei Visigoti da parte dei Franchi.
La vittoria aprì a Clodoveo la strada per il mezzogiorno, che lo portò alla conquista di Tolosa, capitale del regno visigoto, di tutta l'Aquitania, della Guascogna, dell'Alvernia e del Limosino.
I Visigoti, del loro regno francese, riuscirono a difendere solo la Settimania, la regione cioè compresa tra la foce del Rodano e i Pirenei.